# Ґожево (Серпецький повіт)
Ґожево (пол. Gorzewo) — село в Польщі, у гміні Серпць Серпецького повіту Мазовецького воєводства.
Населення — 302 особи (2011).
У 1975-1998 роках село належало до Плоцького воєводства.

## Демографія
Демографічна структура станом на 31 березня 2011 року:
|          | Загалом | Допрацездатний вік | Працездатний вік | Постпрацездатний вік |
| -------- | ------- | ------------------ | ---------------- | -------------------- |
| Чоловіки | 139     | 40                 | 88               | 11                   |
| Жінки    | 163     | 37                 | 89               | 37                   |
| Разом    | 302     | 77                 | 177              | 48                   |